# Commission des frontières du Tibet

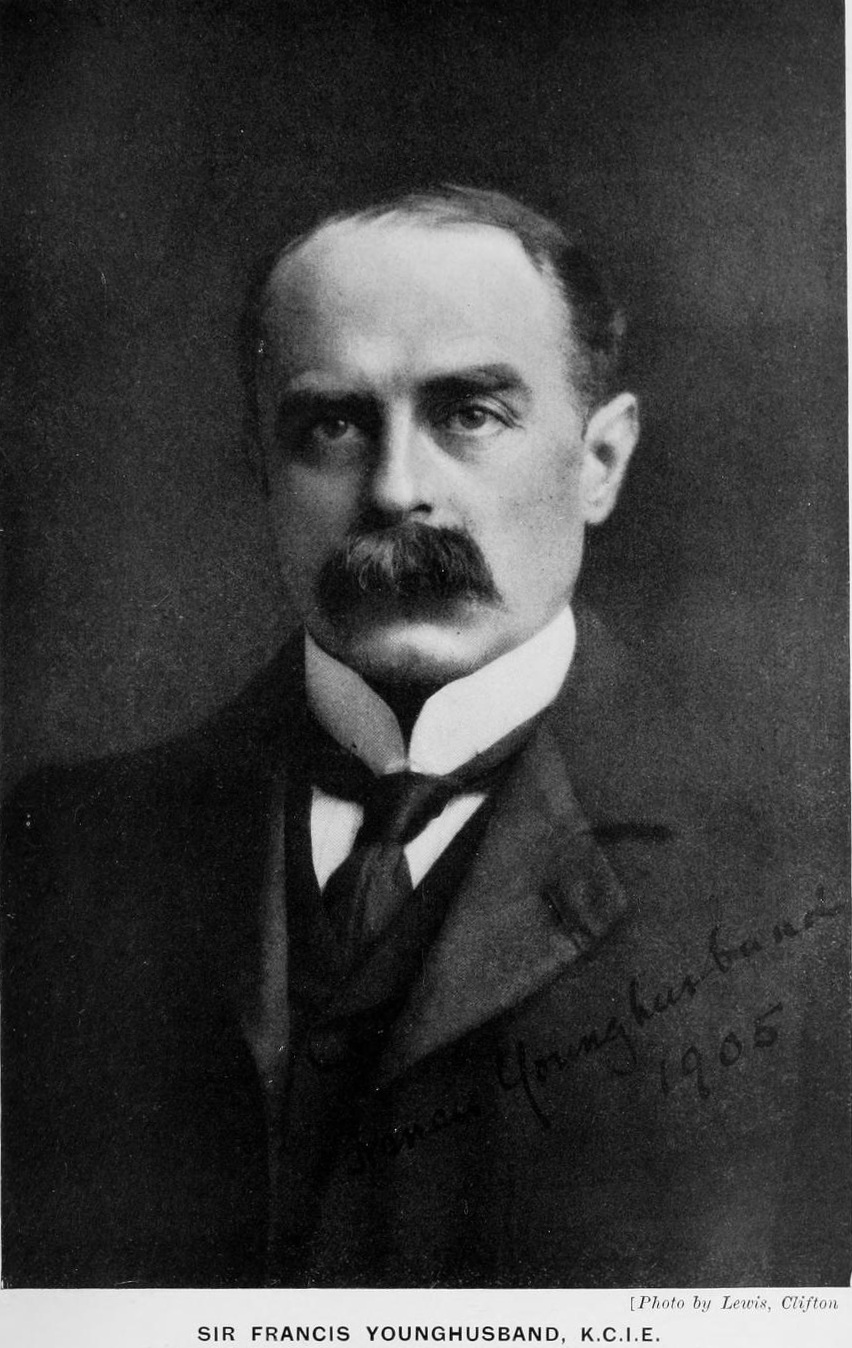
Sir Francis Younghusband, le chef de la Commission.

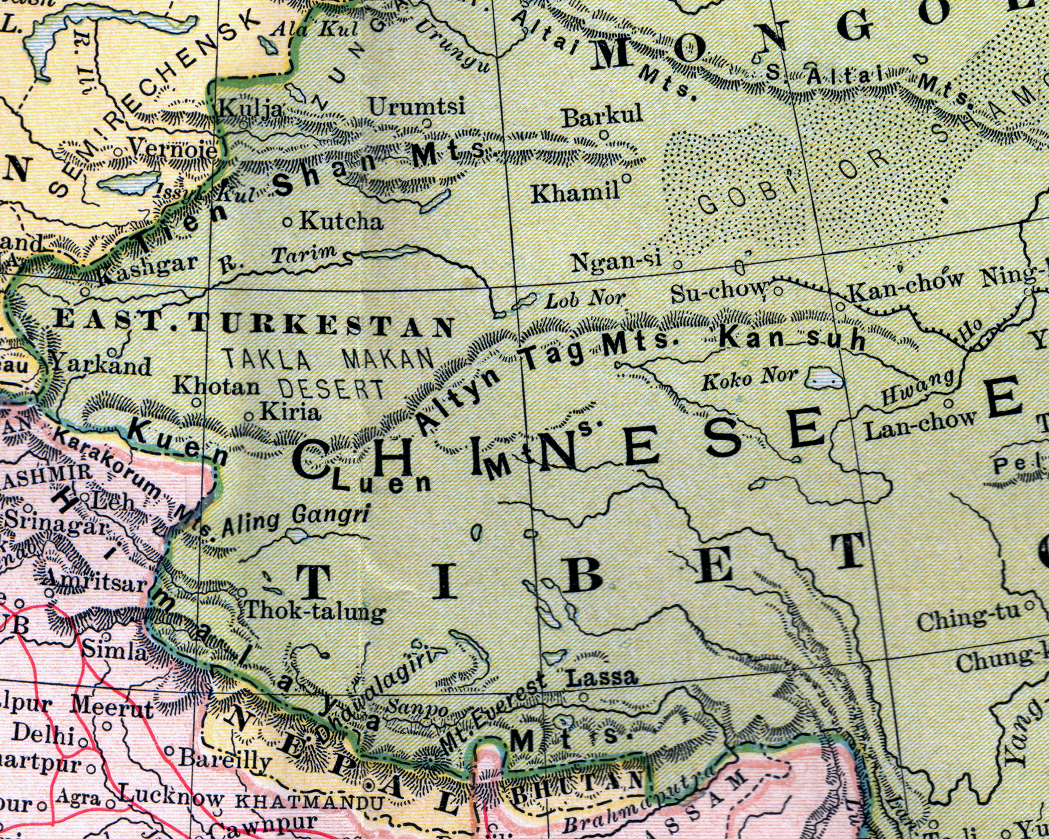
Carte du Tibet en 1904.

La Commission des frontières du Tibet (en anglais Tibet Frontier Commission) a dirigé l'expédition britannique au Tibet (1903-04). La Commission comprenait sept diplomates et officiers de l'armée, dirigés par le colonel Francis Younghusband. Envoyée sur ordre de Lord Curzon, gouverneur général et vice-roi des Indes, la Commission avait pour but d'établir des relations diplomatiques avec le gouvernement du Tibet et, en particulier, de résoudre le différend sur la frontière entre le Tibet et le Sikkim. La Commission était escortée par une importante force militaire dirigée par le brigadier-général J.R.L. Macdonald . Cependant, l'expédition s'est heurtée à l'hostilité d'un gouvernement tibétain peu intéressé par la négociation, et des conflits ont éclaté, l'armée tibétaine désuète qui était principalement armée de mousquetons et de faux ne faisant pas le poids face à une armée professionnelle équipée de mitrailleuses Maxim.
Le capitaine Herbert James Walton (en) a servi comme médecin et naturaliste à la Commission et a pu faire une étude approfondie de la flore et de la faune  du Tibet central et méridional durant la lente progression de l'expédition vers la capitale, Lhassa .

## Membres
- Colonel Francis E. Younghusband, CLE (commissaire britannique au Tibet)
- M. John Claude White (en), Responsable politique du Sikkim (Sous-Commissaire)
- M. E. C. Wilton, service consulaire chinois (sous-commissaire)
- Capitaine W. F. T. O'Connor (secrétaire et interprète)
- Capitaine H. J. Walton, IMS (médecin et naturaliste)
- M. H. H. Hayden (Géologue)
- M. Vernon Magniac (Secrétaire privé du Commissaire)